# Mastercard
Mastercard Inc. (ранее MasterCard Worldwide или MasterCard Incorporated) — международная платёжная система, транснациональная финансовая корпорация, объединяющая 22 тысячи финансовых учреждений в 210 странах мира. Главная штаб-квартира компании находится в округе Уэстчестер, штат Нью-Йорк, США. Глобальная операционная штаб-квартира расположена в О’Фаллоне, пригороде Сент-Луиса, штат Миссури, США. Во всём мире основным бизнесом является обработка платежей между банками-эквайерами, обслуживающими торговые точки, банками-эмитентами или кредитными кооперативами, использующими для оплат дебетовые и кредитные карты бренда «Mastercard». С 2006 года MasterCard Worldwide стала публичной компанией, до своего первого публичного размещения она являлась организацией, совместно управляемой более чем 25 000 финансовыми учреждениями, выпускающими брендовые карты.
Mastercard, первоначально известная как Interbank / Master Charge, была создана несколькими калифорнийскими банками как конкурент картам BankAmericard, выпускавшимися Bank of America, который позднее стал эмитентом кредитных карт Visa от платёжной системы Visa Inc. С 1966 по 1979 Mastercard называлась «Interbank» и «Master Charge».

## История
Первоначальными банками, образовавшими Mastercard, были United California Bank (позднее First Interstate BancSystem, объединившийся в Wells Fargo Bank), Wells Fargo, Crocker National Bank (впоследствии также слившийся с Wells Fargo) и Bank of California (впоследствии слившийся с Union Bank of California). Роберт Ливелл, старший вице-президент Farmer’s & Merchants Bank of Long Beach, Калифорния, вместе со своим сыном Мартином Ливеллом создали графическое изображение на основе двух пересекающихся кругов с названием Master Charge, наложенным в центре логотипа. Всё это стало частью работы Независимой ассоциации банкиров.
В 1966 году вышеназванная группа калифорнийских банков подписала соглашение и образовала Interbank Card Association (ICA). При поддержке Нью-Йоркского Marine Midland Bank, ныне HSBC Bank USA, эти банки вошли в ICA для создания банковского продукта «Master Charge: The Interbank Card». Карта получила значительный толчок своему развитию в 1969 году, когда к ним присоединился First National City Bank, объединив свой продукт Everything Card с Master Charge.
В 1968 г. было заключено первое международное соглашение с мексиканским банком Banko Nacional. В том же году Mastercard .International подписала стратегическое соглашение с европейской системой Eurocard, положившее начало партнёрству между ассоциациями Mastercard International и Europay International и давшее Mastercard доступ на европейский рынок, а Eurocard получила возможность обслуживания в сети Mastercard. В 1972 году в альянс Mastercard/Eurocard вступила карточная система Access Великобритании.
В 1979 году «Master Charge: The Interbank Card» была переименована в просто «MasterCard». В начале 1990-х годов Mastercard приобрела британскую Access card и название Access было отброшено. В 2002 году Mastercard International объединилась с Europay International SA, другой крупной ассоциацией, эмитирующей карты, которая на протяжении многих лет выпускала карты под названием Eurocard.
В 2006 году Mastercard International претерпела изменение названия, переименовавшись в MasterCard Worldwide. Это было сделано для предложения корпорацией более масштабных операций. Кроме того, компания представила новый корпоративный логотип, добавив к первым двум кругам третий, что сделало его напоминающим диаграмму Венна. Новым девизом компании в то время была фраза «Сердце коммерции».
25 мая 2006 года компания Mastercard, созданная как банковская ассоциация, произвела первичное публичное размещение своих акций по цене 39,00 долларов за штуку. Торги состоялись на NYSE под символом MA.
В 2010 году Mastercard расширила сферу своей электронной коммерции, сделав предложение о приобретении DataCash, базирующейся в Великобритании компании по процессингу платежей, и поставщика услуг по управлению рисками / отслеживанию мошенничества.
В 2012 году Mastercard объявляет о расширении своей мобильной программы бесконтактных платежей, включая рынок платежей всего Ближнего Востока.
В 2014 за неоглашаемую сумму сделки Mastercard приобрела австралийскую компанию Pinpoint, ведущего управленца программы вознаграждений.
Совместно с Apple в сентябре 2014 Mastercard включили функцию мобильного бумажника в новые модели iPhone от Apple, что дало владельцам удобство пользования своими банковскими картами.
7 января 2019 года пресс-служба платежной системы Mastercard сообщила о смене логотипа компании.
11 февраля 2021 года стало известно, что Mastercard позволит совершать операции с помощью определенных криптовалют. Компания планирует тщательно подходить к выбору криптовалют, операции с которыми будут поддерживаться.
25 октября 2021 года стало известно, что Mastercard заключила соглашение с платформой для хранения криптовалют Bakkt, которое позволит клиентам компании в США проводить ряд операций с криптовалютой в рамках платёжной системы. Клиенты Mastercard смогут продавать, покупать и хранить криптовалюту в кошельках, работающих на платформе Bakkt. Кроме того, соглашение упростит выпуск криптовалютных дебетовых и кредитных карт. Также Mastercard намерена интегрировать криптовалюту в свои программы лояльности, чтобы партнёры компании смогли начислять клиентам вместо обычных баллов криптовалюту.
Чистая прибыль Mastercard за 2021 год составила $8,7 млрд, выручка — $18,9 млрд.

## Деятельность
Ассоциация Mastercard International управляется её участниками.
В 2010 г. на долю Mastercard приходилось 20 % платёжных карт мира, 28,6 % имел бывший мировой лидер VISA, а первой стала China UnionPay с 29,2 %.
В 2015 доля Mastercard в мире также составляет 20 % платёжного рынка, при этом в России — доля в 35 % с общим числом в 80 млн эмитированных карт.
Корпорация Mastercard International Incorporated и участники платёжной системы Mastercard International активно участвуют в разработке и внедрении технологий и стандартов микропроцессорных карточек, а также в продвижении карточек в качестве инструмента безопасных платежей на рынке электронной коммерции. В этих целях платёжная система участвует в работе нескольких международных консорциумов и форумов, работающих над внедрением стандартов многофункциональных микропроцессорных карточек.
В апреле 2025 года Mastercard расширила свои возможности в сфере цифровых валют, начав обработку платежей в стейблкоинах в сотрудничестве с эмитентами устойчивых криптовалют Circle и Paxos, а также платёжным провайдером Nuvei. По словам вице-президента по продуктам Mastercard Джорна Ламберта, компания стремится предоставить пользователям гибкость в выборе способов и форматов расчётов, одновременно упрощая интеграцию стейблкоинов в повседневные транзакции.

### Судебные разбирательства
Антимонопольный иск от операторов банкоматов
К Mastercard, наряду с VISA, предъявили коллективный иск, инициированный операторами банкоматов, в том, что правила банкоматных сетей по обслуживанию кредитных карт устанавливают для банкомата фиксированную плату за доступ к банкоматной сети. В иске утверждалось, что это ограничивает свободу торговли и нарушает федеральный закон. Иск был подан Национальным советом по банкоматам и независимыми операторами банкоматов. В частности, в иске говорилось о том, что правила сетей Mastercard и Visa запрещают операторам банкоматов предлагать более низкую цену за транзакцию по дебетовым картам с вводом PIN, чем есть в банкоматных сетях, не аффилированных с Visa или Mastercard. Также указывалось, что фиксированная комиссия искусственно завышает цену, которая в конечном итоге платится потребителем за использование банкомата, и ограничивает доходы, получаемые операторами банкоматов, а также нарушает закон Шермана по необоснованным ограничениям торговли. Джонатан Рубин, адвокат истцов, заявил, что Visa и Mastercard являются инициаторами, организаторами и блюстителями заговора между банками США для фиксирования комиссии для банкоматов, с тем, чтобы сохранять конкурентное преимущество.
Фиксированная комиссия при оплате дебетовой картой
Также Mastercard и Visa заплатили около 3 млн долларов в качестве возмещения ущерба по коллективному иску, поданному в январе 1996 года. Со стороны истцов в процессе участвовали несколько розничных гигантов, включая Wal-Mart, Sears, Roebuck & Co. и Safeway Inc.
Антимонопольное урегулирование с Департаментом юстиции США
В октябре 2010 года Visa и Mastercard достигли соглашения с Министерством юстиции США по другому антимонопольному делу. Компании согласились на отображение их логотипов торговыми точками для уменьшения определённых типов карт (так как применяется различная плата за интерчендж) или при принятии решения покупателем использовать более выгодную карту для оплаты, чтобы получить скидку.

## Деятельность в России
29 декабря 2012 года платёжная система МастерКард зарегистрирована в реестре операторов платежных систем Банка России.
Оператор — ООО «МастерКард».
Расчетный центр — ПАО «Сбербанк России».
С 21 марта 2014 года Казначейство США ввело санкции против некоторых российских физических лиц и организаций. В целях соответствия законодательству США компания MasterCard Worldwide приостановила доступ к сети Mastercard для таких организаций. Среди заблокированных оказались банки АКБ «Россия», «Инвесткапиталбанк», СМП Банк, «Финсервис», «Собинбанк», и другие.
21 марта 2014 года депутатами Госдумы и чиновниками Российской Федерации начата подготовка поправок в федеральный закон «О национальной платежной системе», которые должны обязать платежные системы хранить данные по транзакциям на территории РФ.
26 декабря 2014 года Mastercard уведомила российские банки о необходимости прекращения обслуживания своих карт в Крыму в связи с санкциями США, введёнными против Крыма 19 декабря 2014 года.
С апреля 2015 года все внутрироссийские транзакции MasterCard полностью переведены на процессинг НСПК.
Карты международных платёжных систем снова заработали на территории Крыма.
В марте 2022 года в связи с вторжением России на Украину платежные системы VISA и Mastercard заявили о том, что уходят из России. Процессинг карт системы, эмитированных российскими банками и происходивший в России при посредничестве НСПК, был продолжен без участия самой системы Mastercard, а сроки их действия после истечения продлялись банками из опасения дефицита чипов для платёжных карт.
В августе 2025 года пресс-служба ЦБ РФ объявила о том, что регулятор прорабатывает сроки прекращения обслуживания старых карт Mastercard, выпущенных российскими банками, но конкретные даты и порядок прекращения обслуживания ещё не определены.

## Проприетарные торговые марки
MastercardОсновополагающая торговая марка Mastercard International является базовой в визуальной коммуникации с участниками платёжной системы, клиентами и предприятиями торговли и сервиса по всему миру.
MasterCard ElectronicПозиционируется как «100 % электронный», «100 % авторизуемый эмитентом» карточный продукт, предназначенный в первую очередь для использования в высокорисковой среде (к этой категории можно отнести как не полностью надёжных клиентов с точки зрения эмитента, так и неблагополучные с точки зрения мошенничества торговые точки, целые страны или регионы — с точки зрения держателя карты).
MaestroСервис дебетовых карт, основанный в 1990 году, с использованием привязки карт к текущему счёту или предоплаченным денежным лимитом. Отличается онлайн-авторизацией остатка средств в банке-эмитенте и требует подтверждения оплаты подписью или PIN-кодом. Выпускается только с магнитной полосой или с магнитной полосой и микрочипом.
MondexДанный продукт предоставляет возможность для расчётов «электронными деньгами», для чего предусмотрена возможность «загрузки» наличных в «электронный кошелёк», функционирующий на базе установленного в карте чипа.
CirrusПринадлежащая Mastercard International торговая марка, объединяющая сеть банкоматов.

## Mastercard Contactless
Mastercard Contactless (ранее Mastercard PayPass) — это совместимая с EMV бесконтактная возможность проведения платежа, основанная на стандарте ISO/IEC 14443, предоставляющая держателям карт способ совершения оплаты путём близкого поднесения или прикосновения платёжной картой или иным платёжным инструментом, таким как телефон или брелок для ключей, к считывающему платёжному терминалу вместо проведения ею для считывания или вставки её в терминал.
В 2003 году Mastercard проводила 9-месячное тестовое рыночное использование технологии PayPass в Орландо, Флорида совместно с JPMorgan Chase, Citibank и MBNA. В тестовых испытаниях приняло участие свыше 16 000 держателей карт и более 60 мест розничной торговли. В дополнение к этому, Mastercard прорабатывала технологию совместно с Nokia, AT&T Mobility и JPMorgan Chase для включения Mastercard PayPass в мобильные телефоны с использованием технологии NFC в Далласе, Техас. Как ожидается, вскоре Contactless будет встроен в мобильные телефоны. В настоящий момент подобная технология используется во многих телефонах при помощи специальных сервисов..

## Banknet
Операции в платёжной системе Mastercard осуществляются через телекоммуникационную сеть Banknet, связывающую всех эмитентов этих карт и процессинговые центры в единую финансовую сеть. Операционный центр расположен в Сент-Луисе, штат Миссури. В Banknet используется протокол ISO 8583.
Сеть Mastercard существенно отличается от VISA, у которой сеть имеет топологию звезды, все конечные точки которой сходятся в одном из нескольких центров обработки данных, где централизованно обрабатываются все транзакции. Сеть же Mastercard является одноранговой, в которой транзакции передаются непосредственно в другие конечные точки, являющиеся «ячейками» сети. Это придаёт такой сети больше стабильности, так как единичный сбой не сможет повлиять на отключение большого числа конечных точек.